# Поцо дел'Инферно (Латина)
Поцо дел'Инферно је насеље у Италији у округу Латина, региону Лацио.
Према процени из 2011. у насељу је живело 347 становника. Насеље се налази на надморској висини од 69 м.